# John Wolcot
John Wolcot (9. maj 1738 i Dodbrooke, nær Kingsbridge, Devonshire – 14. januar 1819 i Somers Town) var en engelsk digter, som var kendt under sit pseudonym Peter Pindar.
Han studerede kirurgi og farmaci, og blev i 1767 dr.med. Året efter rejste han med guvernøren William Trelawny til Jamaica, hvor han fungerede som dennes livlæge. Han blev ordineret og fungerede som præst 1769-72, hvor han vendte han tilbage til England.
Først nedsatte han sig som læge i Truro, hvor han opdagede og støttede den senere maler John Opie, men bosatte sig derefter i London, hvor han blev en frygtet satiriker. I Lyric Odes to the Royal Academicians (1782) vender han sig imod Royal Academy, medens han i The Lousiad (1786) satiriserede over Georg III. Desuden udgav han 1778-1808 over 60 politiske flyveskrifter.